# Culicoides saninensis
Culicoides saninensis är en tvåvingeart som beskrevs av Tokunaga 1956. Culicoides saninensis ingår i släktet Culicoides och familjen svidknott. Inga underarter finns listade i Catalogue of Life.